# 捷克駐臺代表列表
本列表為捷克共和國駐臺灣歷任代表名錄。雙方無正式外交關係。

## 前身
捷克斯洛伐克與中華民國於1931年—1944年有公使級外交關係；1944年—1949年有大使級外交關係。

## 代表機構
1991年7月4日，捷克斯洛伐克與中華民國達成相互設處協議。
1993年1月1日，捷克斯洛伐克解體。11月18日，捷克於中華民國首都臺北市設立具大使館功能的捷克經濟文化辦事處，是東歐各國中首先在臺設處的國家，並授權辦理簽證業務。

## 歷任代表（1993年至今）
| 姓名     | 姓名（捷克文） | 到任          | 離任       | 外交職務                     |
| -------- | -------------- | ------------- | ---------- | ---------------------------- |
| 諾瓦特尼 |                | 1993年        | 1999年     | 代表（Representative），下同 |
| 史邦修   |                | 1999年        | 2001年     | 代表                         |
| 克拉爾   |                | 2001年        | 2006年     | 代表                         |
| 杜樂     |                | 2006年        | 2009年12月 | 代表                         |
| 葛德凱   |                | 2010年1月15日 | 2014年     | 代表                         |
| 易禮哲   |                | 2014年9月13日 | 2018年8月  | 代表                         |
| 朗樂     |                | 2018年9月12日 | 2022年8月  | 代表                         |
| 史坦格   |                | 2022年8月31日 | 現任       | 代表                         |

## 外部連結
- 捷克經濟文化辦事處（Facebook）